# Lorenz Wäger
Lorenz Wäger (* 7. August 1991 in St. Johann in Tirol) ist ein österreichischer Biathlet.
Lorenz Wäger absolvierte das Bundesgymnasium und Sportrealgymnasium HIB Saalfelden. Er bestritt seine ersten internationalen Rennen im Rahmen der Biathlon-Juniorenweltmeisterschaften 2009 in Canmore, wo er 39. des Einzels und mit Bernhard Leitinger und Albert Herzog Siebter mit der Staffel wurde. Ein Jahr später wurde er in Torsby Zehnter des Einzels und 55. des Sprints, 2011 in Nové Město na Moravě Zehnter des Einzels, 44. des Sprints, 43. der Verfolgung und Sechster mit David Komatz, Christian Kitzbichler und Bernhard Leitinger in der Staffel. Es folgten die Juniorenrennen der Biathlon-Europameisterschaften 2011 in Ridnaun, bei denen Wäger 12. des Einzels, 15. des Sprints und Neunter der Verfolgung wurde. Bei den Juniorenrennen der Biathlon-Europameisterschaften 2012 platzierte der Österreicher sich in Osrblie als 18. des Einzels, Fünfter des Sprints und Neunter der Verfolgung. Die Biathlon-Juniorenweltmeisterschaften 2012 in Kontiolahti beendete er als 56. im Einzel, 18. des Sprints und Fünfter der Verfolgung.
In der Saison 2013/14, debütierte Wäger im IBU-Cup in Ridnaun und erreichte als Zwölfter im Sprint auf Anhieb die Punkteränge. Zum Saisonfinale konnte er in Martell als Drittplatzierter hinter Håvard Bogetveit und Antonin Guigonnat erstmals das Podium erreichen. Bei den Biathlon-Europameisterschaften 2014 in Nové Město na Moravě wurde Wäger 37. im Einzel- und im Sprintrennen, 20. in der Verfolgung und gewann gemeinsam mit Michael Reiter, Peter Brunner und David Komatz die Goldmedaille im Staffelrennen, womit die österreichische Männerstaffel erstmals einen internationalen Titel gewann.

## Statistiken

### Weltcupplatzierungen
Die Tabelle zeigt alle Platzierungen (je nach Austragungsjahr einschließlich Olympische Spiele und Weltmeisterschaften).
- 1.–3. Platz: Anzahl der Podiumsplatzierungen
- Top 10: Anzahl der Platzierungen unter den ersten zehn (einschließlich Podium)
- Punkteränge: Anzahl der Platzierungen innerhalb der Punkteränge (einschließlich Podium und Top 10)
- Starts: Anzahl gelaufener Rennen in der jeweiligen Disziplin
- Staffel: inklusive Mixed- und Single-Mixed-Staffeln

| Platzierung              | Einzel | Sprint | Verfolgung | Massenstart | Staffel | Gesamt |
| ------------------------ | ------ | ------ | ---------- | ----------- | ------- | ------ |
| 1. Platz                 |        |        |            |             |         |        |
| 2. Platz                 |        |        |            |             | 1       | 1      |
| 3. Platz                 |        |        |            |             |         |        |
| Top 10                   |        |        |            |             | 3       | 3      |
| Punkteränge              | 1      | 4      | 2          | 1           | 4       | 12     |
| Starts                   | 2      | 9      | 4          | 1           | 4       | 20     |
| Stand: 31. Dezember 2021 |        |        |            |             |         |        |

## Persönliches
Wäger ist mit der Biathletin Lisa Hauser liiert.